# نینگ لیجیا
نینگ لیجیا (انگلیسی: Ning Lijia؛ زادهٔ ۱ ژانویهٔ ۱۹۶۵) تیرانداز اهل چین بود. وی در بازی‌های المپیک تابستانی ۱۹۹۶ و ۲۰۰۰ حضور داشته‌است.